# Catafalco (libro)
Catafalco. Carl Jung y el fin de la humanidad (en inglés Catafalque: Carl Jung and the End of Humanity) es una obra de 2018 del filósofo británico Peter Kingsley.

## Sinopsis
Catafalco ofrece una nueva lectura del psiquiatra y psicólogo C. G. Jung como místico, gnóstico y profeta de nuestro tiempo.
Este libro es la primera gran reinterpretación de Jung y su obra desde la publicación del Libro rojo en 2009, y es la única evaluación seria escrita por un erudito clásico que entiende los antiguos fundamentos gnósticos, herméticos y alquímicos de su pensamiento tan bien como el propio Jung. Al mismo tiempo, cuenta la historia olvidada de la relación de Jung con el gran erudito sufí Henry Corbin y con la tradición sufí persa.
La extraña realidad del Libro Rojo, o Libro Nuevo, como lo denominó Carl Jung, se encuentra en el corazón de Catafalco. Con meticuloso detalle, Peter Kingsley descubre su gran secreto, oculto a plena vista y aún –como por arte de magia– desconocido para todos aquellos que no han podido entender este misterioso texto de encantamiento.
Pero la dura verdad de quién fue Jung y qué hizo es solo una pequeña parte de lo que este libro revela. También expone la extensión completa de ese gran río de tradición esotérica que se remonta a los comienzos de nuestra civilización. Revela las sorprendentes realidades que se esconden detrás de la filosofía, la literatura, la poesía y la profecía occidentales, tanto antiguas como modernas.
En resumen, Peter Kingsley nos muestra no sólo quién fue Carl Jung, sino también quiénes somos en Occidente. Catafalco, mucho más que una brillante biografía espiritual, contiene la clave para entender por qué nuestra cultura occidental está muriendo. Y, como texto invocador por derecho propio, muestra el camino para descubrir lo que debemos hacer en estos tiempos de gran crisis.

## Edición en castellano
- Kingsley, Peter (Noviembre 2025). Catafalco. Carl Jung y el fin de la humanidad. Cartoné, papel biblia, traducción José Manuel Espadas, corrección Enrique Galán Santamaría, colección Memoria mundi 171. Ediciones Atalanta.

- Datos: Q109027017